# (5452) 1937 NN
(5452) 1937 NN es un asteroide perteneciente al cinturón de asteroides, descubierto el 5 de julio de 1937 por Cyril V. Jackson desde el Observatorio Union, en Johannesburgo, Sudáfrica.

## Designación y nombre
Designado provisionalmente como 1937 NN.

## Características orbitales
1937 NN está situado a una distancia media del Sol de 2,222 ua, pudiendo alejarse hasta 2,716 ua y acercarse hasta 1,728 ua. Su excentricidad es 0,222 y la inclinación orbital 6,154 grados. Emplea 1210,04 días en completar una órbita alrededor del Sol.

## Características físicas
La magnitud absoluta de 1937 NN es 12,9. Tiene 6,619 km de diámetro y su albedo se estima en 0,248. 